# Абдальвадиды
Абдальвадиды — название берберской династии Зенета в Северной Африке. Королевство Абдальвадидов со столицей в Тлемсене (западный Алжир), существовало с 1236 до 1550. Их также назвали Зайяниды, Зийяниды или Зианиды (араб. زيانيون).

## Представители династии
- Ягмурасан ибн Зайян 1236—1283
- Абу Сайд Утман I 1283—1303 (сын предыдущего)
- Абу Зайян I 1303—1308 (сын предыдущего)
- Абу Хамму I 1308—1318 (брат предыдущего)
- Абу Ташуфин I 1318—1337 (сын предыдущего)

Первое маринидское завоевание Абу-аль-Хасан-Али I (1337—1348)
- Абу Сайед Утман II 1348—1352 (сын Абу Ташуфина I)
- Абу Табид I 1348—1352 (брат Абу Сайеда Утмана II)

Второе маринидское завоевание Абу Инан Фарисом (1352—1359)
- Абу Хамму II 1359—1389 (брат), экспедиция на Беджаю провалилась (1366)
- Абу Ташуфин II 1389—1393 (сын Абу Хамму I)
- Абу Табид II 1393 (сын Абу Ташуфин I)
- Абуль Хаджджадж I 1393—1394 (брат предыдущего)
- Абу Зайян II 1394—1399 (брат предыдущего)
- Абу Му I 1399—1401 (брат предыдущего)
- Абу Абдалла I 1401—1411 (брат предыдущего)
- Абд ер Рахман бин Абу Му 1411 (сын Абу Му I)
- Сайд I ибн Абу Ташуфин 1411 (брат Абу Му I)
- Абу Малек I 1411—1423 (брат Абу Сайед)
- Абу Абдалла II 1423—1427 (сын Абд ар-Рахман)

Гражданская война (1427—1429)
- Абу Абдалла II (во второй раз) 1429—1430
- Абу Аббас Ахмад I 1430—1461 (сын Табид II)
- Абу Абдалла III 1461—1468 (сын предыдущего)
- Абу Ташуфин III 1468 (сын предыдущего)
- Абу Абдалла IV 1468—1504 (брат предыдущего)
- Абу Абдалла V 1504—1517 (сын предыдущего)
- Абу Хамму III 1517—1527 (сын Аббас Ахмад I)
- Абу Му II 1527—1540 (брат предыдущего)
- Абу Абдалла VI 1540 (сын предыдущего)
- Абу Зайян III 1540—1543 (брат предыдущего)
- Абу Абдалла VI 1543-1544 (во второй раз, испанская оккупация Тлемсена)

- Абу Зайян III 1544—1550 (во второй раз)
- Аль Хассан бен Абу Му 1550 (брат предыдущего)